# KinKi KISS Single Selection
『KinKi KISS Single Selection』（キンキ・キッス・シングル・セレクション）は、KinKi Kidsの6作目の映像作品。2001年5月9日発売。発売元は、ジャニーズ・エンタテイメント。尚、2001年4月25日に発売されたVHSビデオ『KinKi KISS Single Selection 1』（キンキ・キッス・シングル・セレクション ワン）及び『KinKi KISS Single Selection 2』（キンキ・キッス・シングル・セレクション ツー）も、ここに併記する。

## 概要
- 6作目の映像作品となるが、厳密にはDVDは初作品、VHSは6作目、7作目となる映像作品で、発売日やタイトル表記に違いはあるものの、DVDとVHSの2種類のソフトにて発売された初めての作品であり、初となるミュージック・ビデオ（PV）集。
- シングル曲は「硝子の少年」から「ボクの背中には羽根がある」までの11作品が収録されている。なお両A面の2曲目であった「青の時代」「to Heart」「もう君以外愛せない」の3曲もフル・ヴァージョンではないものの約1分程度の映像（Short Clip）が制作されているが、本作には未収録となり現在まで商品化されていない。

## 仕様・特典
- KinKi KISS Single Selection 1
  - 剛を中心としたビジュアルの紙パッケージ仕様
  - 特典映像として、2000年に行われた夏のコンサートツアー『KinKi Kids Selection Stadium Tour King Of SUMMER 2000』の、雷や豪雨の中で行われた9月16日の横浜スタジアム公演の、剛のソロコーナーの出演部分を収録
  - 収録曲の歌詞が書かれたリーフレット封入
- KinKi KISS Single Selection 2
  - 光一を中心としたビジュアルの紙パッケージ仕様
  - 特典映像として、横浜スタジアム公演の、光一のソロコーナーの出演部分を収録
  - 収録曲の歌詞が書かれたリーフレット封入
- DVD通常盤
  - VHSとは異なる二人を中心としたビジュアルのジュエルケース仕様
  - 特典映像として、横浜スタジアム公演の、剛、光一両名のソロコーナーの出演部分を収録
  - メイキングやバックステージシーンを収録した「K-EDIT」・「T-LIFE」、「フラワー」のリミックスバージョンを追加収録
  - トップページの「PLAY CLIPS」を選択すると、歌詞付きの映像を見ることが出来る
  - 収録曲の歌詞が書かれたリーフレット等は未封入

## 収録曲

### 《VHS「KinKi KISS Single Selection 1」》
1. 硝子の少年
2. ジェットコースター・ロマンス
3. やめないで,PURE
4. フラワー
5. 好きになってく 愛してく

+ Purity at YOKOHAMA STUDIAM 00-09-06 ver.
本作品で初作品化。2002発売のアルバム『ROSSO E AZZURRO』に収録。

### 《VHS「KinKi KISS Single Selection 2」》
1. 愛されるより 愛したい
2. 全部だきしめて
3. シンデレラ・クリスマス
4. 雨のMelody
5. 夏の王様
6. ボクの背中には羽根がある

+ Falling at YOKOHAMA STUDIAM 00-09-06 ver.
本作品で初作品化。2009年発売のシングル『妖 〜あやかし〜』にて「Falling -2009-」としてリメイク収録。

### 《DVD「KinKi KISS Single Selection」》
1. 硝子の少年
2. 愛されるより 愛したい
3. ジェットコースター・ロマンス
4. 全部だきしめて
マルチアングル機能あり。
5. シンデレラ・クリスマス
6. やめないで,PURE
マルチアングル機能あり。
7. フラワー
8. 雨のMelody
9. 好きになってく 愛してく
10. 夏の王様
11. ボクの背中には羽根がある

+ PLAY CLIPS
Special Reel
- K-EDIT
- "Falling" at YOKOHAMA STUDIAM 00-09-06 ver.
- T-LIFE
- "Purity" at YOKOHAMA STUDIAM 00-09-06 ver.
- "フラワー" remix ver.